# Stenostomum membranosum
Stenostomum membranosum är en plattmaskart. Stenostomum membranosum ingår i släktet Stenostomum och familjen Stenostomidae. Inga underarter finns listade i Catalogue of Life.